# Linda Cristal
Linda Cristal (nacida Marta Victoria Moya Peggo Bourgés; Rosario, Santa Fe; 23 de febrero de 1931-Beverly Hills, California; 27 de junio de 2020) fue una actriz argentino-estadounidense. Apareció en varias películas western durante la década de 1950, antes de ganar un Globo de Oro por su actuación en la película de comedia de 1958 Vacaciones sin novia.
De 1967 a 1971, Cristal interpretó a la bella y sensual Victoria Cannon en la serie de NBC El Gran Chaparral. Por su actuación ganó el Globo de Oro a la mejor actriz de serie de televisión - drama en 1970, y recibió dos nominaciones a los premios Emmy.

## Primeros años
Los sucesos de la infancia y adolescencia de esta actriz que nació en 1931 con el nombre de Marta Victoria Moya sólo se conocen por su boca y son contradictorios, tanto de su autobiografía (fragmento) como de las entrevistas.
Su padre, Antonio Moya, era un editor de revistas italiano, y su madre era francesa, de apellido Bourgés.
Todavía no iba a la escuela (que en Argentina en esa época empezaba a los seis años) cuando sus padres huyeron con ella a Montevideo (Uruguay).
Siendo una niña inició estudios de actuación y piano.
En 1947 ―cuando tenía 13 años― los tres tuvieron un gravísimo accidente de tránsito, y ella fue la única sobreviviente.
En su momento se consideró que el accidente había sido un pacto de suicidio, aunque la actriz ha declarado que su madre era diabética y posiblemente sufrió un desmayo debido a la caída de la glucosa en la sangre.
Lo anterior se contradice con una lista de pasajeros de un vapor que partió el 3 de junio de 1947 de Montevideo a Buenos Aires, donde dice: "Antonio Moya, 51 años, español; Rosario P. de Moya, 46 años, española; Marta V. Moya, 16 años.
En 1950 se casó con el actor Tito Gómez. Viajaron a México, pero dos semanas después de llegar se separaron y Linda Cristal hizo anular el matrimonio.

## Carrera

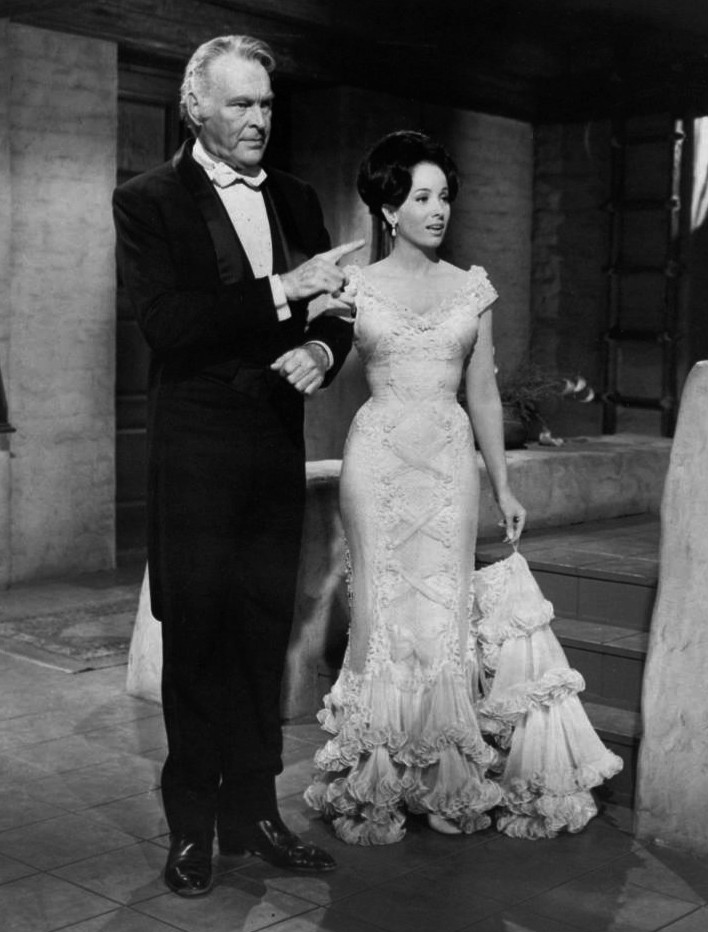
Leif Erickson junto a Cristal en El Gran Chaparral en 1970.

Desde los 16 años de edad hizo pequeños papeles en películas mexicanas.
En la época en que filmó la película de terror La bestia magnífica (1953) su productor Raúl de Anda le inventó el seudónimo Linda Cristal.
«Linda, que significa ‘hermosa’, y Cristal, porque su piel es tan perfecta como el cristal».
Debutó en Hollywood a mediados de los años cincuenta.
Al principio no hablaba una palabra de inglés. Con sus padres había aprendido a hablar perfectamente el español, el italiano y el francés.
Su primer papel en inglés fue en la película del oeste Comanche (1956), dirigida por George Sherman y protagonizada por Dana Andrews, donde representó a Margarita.
En marzo de 1958 conoció al petrolero e industrial Robert W. Bob Champion, cuando ambos viajaron desde California a La Habana, invitados por Conrad Hilton a la inauguración de su hotel en la capital cubana (la apertura fue el 19 de marzo de 1958).
La actriz Ann Miller los presentó cuando el avión ya estaba descendiendo. Fue un amor a primera vista. Champion era medio hermano del bailarín y actor Gower Champion, aunque ya no estaban en contacto. Champion vivía regularmente en Caracas (Venezuela).
El 24 de abril de 1958, Linda Cristal se casó en secreto con Bob Champion en Pomona (California). Un juez de paz llevó a cabo la ceremonia. Ella tenía 23 años, él 34.
El 6 de mayo de 1958, Linda Cristal anunció en Hollywood su «compromiso» con Champion, y dice que todavía no habían fijado una fecha definitiva para la boda, pero que no sería antes de julio. Cuando Cristal terminó su siguiente película, The Hell Bent Kid, recién entonces tuvieron una verdadera luna de miel, en Acapulco (México). La piedra de su anillo de compromiso era un diamante amarillo de 10,5 quilates (con un diámetro de 14 mm).
A finales de mayo de 1958 el columnista Earl Wilson informó que ella y Champion en realidad se habían casado en Colton (California) el 24 de abril.

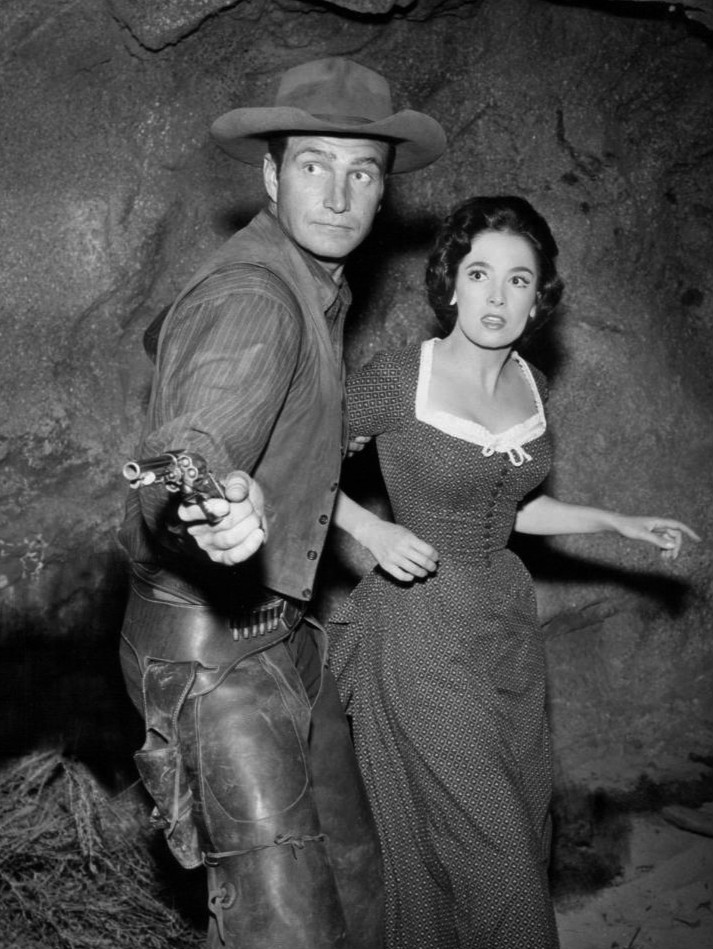
Gil Favor (el actor Eric Fleming) lucha por cuidar a una condesa española (Linda Cristal) en la serie de televisión Rawhide (1959).

En marzo de 1959, ella y Champion se separaron después de 11 meses. Ella adujo que las causas de la ruptura eran su carrera en Hollywood y el trabajo de él en Venezuela, que los mantenía separados.
En abril de 1959, Cristal asistió al estreno de la película El diario de Ana Frank con el director Hugo Fregonese, el exesposo de Faith Domergue.
En octubre de 1959, los amigos de Cristal predijeron que tan pronto como Cristal se divorciara de Champion definitivamente ella se casaría con el músico Buddy Bregman, que casi se había casado con Anna Maria Alberghetti.
El 9 de diciembre de 1959 se divorciaron en Santa Mónica (California) después de menos de un año de matrimonio. Ella denunció «crueldad mental», y él no la refutó.
Tuvo romances con John Saxon, Cary Grant, Rock Hudson y Adam West ―el protagonista de la serie televisiva Batman―, con quien en enero de 1968 viajó a Uruguay al Festival de Cine de Punta del Este. En ese año Linda y Adam visitaron el programa televisivo «Sábados Circulares», por Canal 13 de Buenos Aires, siendo entrevistados por su conductor Nicolás «Pipo» Mancera. En ningún momento la nota referida al Festival de Mar del Plata de 1960 nombran ni a Linda Cristal ni a Adam West.
A fines de 1960 se casó con Yale Wexler. A fines de 1961 se retiró del mundo del espectáculo durante un tiempo para criar a sus dos hijos.
Salió de su retiro cuando se convirtió en el último miembro del reparto que se añadió a la serie de NBC The High Chaparral (1967-1971). David Dortort había audicionado actrices durante tres semanas, buscando una mujer con buena apariencia y una personalidad ardiente que pudiera dar vida a la aristocrática «Victoria Montoya». Casi había perdido la esperanza de encontrar algún día a la actriz adecuada cuando Cristal se enteró. Su agente pensó que el papel ya había sido elegido, pero ella le pidió que lo comprobara y él descubrió que todavía estaba abierto.

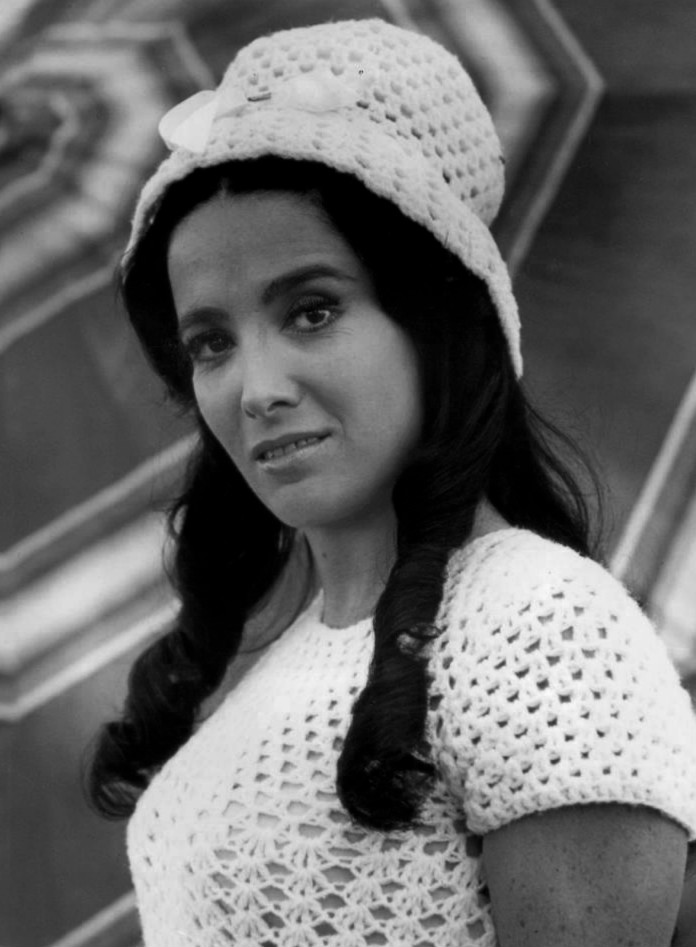
Fotografía publicitaria de Cristal en El Gran Chaparral; junio de 1968.

En 1978 escribió una historia semiautobiográfica acerca del abuso infantil.
En 1985 volvió a Argentina para participar en la telenovela Rossé.
Ganó tres premios Golden Globe Awards por El Gran Chaparral, siendo la primera en recibir e inaugurar el premio «Best TV Actress» – Drama en 1969 y fue nominada dos veces al Emmy.

## Filmografía
- 1952: Cuando levanta la niebla (sin acreditar).
- 1953: Fruto de tentación, como Julia (sin acreditar).
- 1953: El lunar de la familia, como Rosita.
- 1953: La bestia magnífica (lucha libre) (sin acreditar).
- 1953: Genio y figura, como Rosita.
- 1954: Con el diablo en el cuerpo.
- 1955: El siete leguas, como Blanca.
- 1955: La venganza del Diablo (sin acreditar).
- 1956: Comanche, como Margarita (acreditada como Miss Linda Cristal).
- 1956: Enemigos, como Chabela.
- 1957: El diablo desaparece.
- 1958: The Last of the Fast Guns, como María O’Reilly.
- 1958: The Fiend Who Walked the West, como Ellen Hardy.
- 1958: The Perfect Furlough (Vacaciones sin novia), de Blake Edwards; como Sandra Roca, the Argentine Bombshell.
- 1959: Rawhide (serie de televisión), como Louise; episodio «Incident of a burst of evil».
- 1959: Siete pecados, como Irene.
- 1959: Cry Tough, como Sarita.
- 1959: Le legioni di Cleopatra (Las legiones de Cleopatra), de Vittorio Cottafavi; como Cleopatra alias Berenice.
- 1960: El Álamo, como Flaca; este papel fue pedido por el protagonista, John Wayne.
- 1960: La donna dei faraoni (La mujer de los faraones), como Akis.
- 1961: The Tab Hunter Show (serie de televisión; episodio «Holiday in Spain»), como la Gitana (una matadora).
- 1961: Two Rode Together (Misión de dos valientes), como Elena de Madariaga; coprotagonizó con James Stewart.
- 1963: Alcoa Premiere (serie de televisión; episodio «The hat of sergeant Martin»), como Teresa.
- 1963: General Hospital (serie de televisión), como Dimitra Antonelli.
- 1963: Le verdi bandiere di Allah, como Olivia.
- 1964: Viaje al fondo del mar (serie de televisión; episodio «The city beneath the sea»), como Melina.
- 1966: T.H.E. Cat (serie de televisión; episodio «Moment of Truth»), como Serafina.
- 1967: Iron Horse (serie de televisión; episodio «The passenger»), como Ángela Terán.
- 1968: Panic in the City, como Dr. Paula Stevens.Cristal como Victoria Cannon en El Gran Chaparral, en julio de 1969.

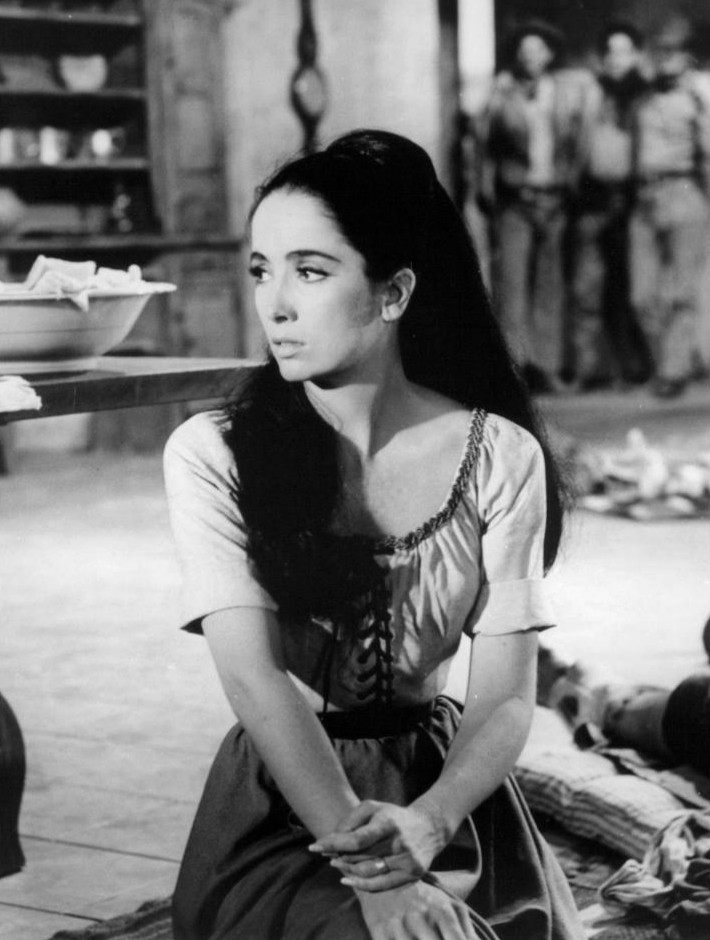
Cristal como Victoria Cannon en El Gran Chaparral, en julio de 1969.

- 1967-1971 El Gran Chaparral (serie de televisión; 97 episodios), como Victoria Cannon.
- 1971: Cade's County (serie de televisión; episodio «A gun for Billy), como Celsa.
- 1971: Bonanza (serie de televisión; episodio «Warbonnet»), como Teresa.
- 1972: Call Holme (película de televisión), como Phadera Hayes.
- 1972: Search (serie de televisión; episodio «Flight to nowhere»), como Antonia Bravo.
- 1974: El chofer (telenovela mexicana), como Julia; con el actor mexicano Jorge Rivero.
- 1974: Mr. Majestyk, como Nancy Chávez, con Charles Bronson.
- 1974: Police Story (serie de televisión; episodio «Across the line»), como Estrella Rodríguez.
- 1975: The Dead Don’t Die (película de televisión), como Vera LaValle.
- 1977: Love and the Midnight Auto Supply, como Annie.
- 1979: Barnaby Jones (serie de televisión; episodio «Homecoming for a dead man»), como Patricia Simmons.
- 1980: Condominium (película de televisión), como Carlotta Churchbridge.
- 1981: El crucero del amor (serie de televisión; episodio «The duel/Two for Julie/Aunt Hilly»), como Evita Monteverde.
- 1981: La isla de la fantasía (serie de televisión; episodio «Paquito's birthday»), como Consuelo López.
- 1985: Rossé (Telenovela argentina), como Victoria Wilson (Rossé); con Daniel Guerrero, Luis Dávila y Gustavo Bermúdez.